# Bezzecca
Bezzecca ist eine Fraktion der italienischen Gemeinde (comune) Ledro in der Provinz Trient, Region Trentino-Südtirol. 

## Geographie
Bezzecca liegt ungefähr in der Mitte des Ledrotals auf 697 m s.l.m. an der Stelle, an der das nördliche Seitental Val di Concei in das Ledrotal mündet. Die nordöstlich gelegene Provinzhauptstadt Trient ist in Luftlinie knapp 37 km entfernt, und in etwas mehr als einer Autostunde zu erreichen. Der Ledrosee liegt südöstlich von Bezzecca, der Lago d’Ampola südwestlich.

## Geschichte
Am 21. Juli 1866 fand bei Bezzecca im Zuge des Dritten Italienischen Unabhängigkeitskrieges die Schlacht bei Bezzecca statt, bei der die Truppen Garibaldis die österreichischen Truppen unter Franz Kuhn von Kuhnenfeld besiegten. In Bezzecca hat Garibaldi sein bekanntes Telegramm Obbedisco (ich gehorche)  verfasst, mit dem er dem Befehl Alfonso La Marmoras nachkam, nicht weiter Richtung Trient zu marschieren. Auf dem Colle Santo Stefano, einem kleinen im Ort gelegenen Hügel, befindet sich ein Beinhaus mit den Gefallenen der Schlacht. Im Ort erinnert zudem ein Museum an das Ereignis. 
Im Ersten Weltkrieg wurden Bezzecca evakuiert und die Einwohner nach Böhmen geschafft. Mit dem italienischen Kriegseintritt am 24. Mai 1915 räumte die österreichisch-ungarische Armee den Ort, der kurz darauf von italienischen Truppen besetzt wurde. Während des Krieges errichtete das italienische Heer zahlreiche Stellungen. Teile der ausbetonierten Schützengräben und der kavernierten Artilleriestellungen sind erhalten geblieben.    
Bis 2009 war Ledro eine eigenständige Gemeinde. Das ehemalige Gemeindegebiet wurde durch Eingemeindungen und Ausgliederungen mehrmals verändert. 1928 wurden die Gemeinden Enguiso, Lenzumo, Locca und Pieve di Ledro eingemeindet; 1952 wurden sie wieder ausgegliedert und die beiden Gemeinden Pieve di Ledro und Concei gebildet.
Nach einem Referendum am 30. November 2008 schloss sich Bezzecca mit dem 1. Januar 2010 mit den Gemeinden Pieve di Ledro, Molina di Ledro, Concei, Tiarno di Sopra und Tiarno di Sotto zur neuen Gemeinde Ledro zusammen.

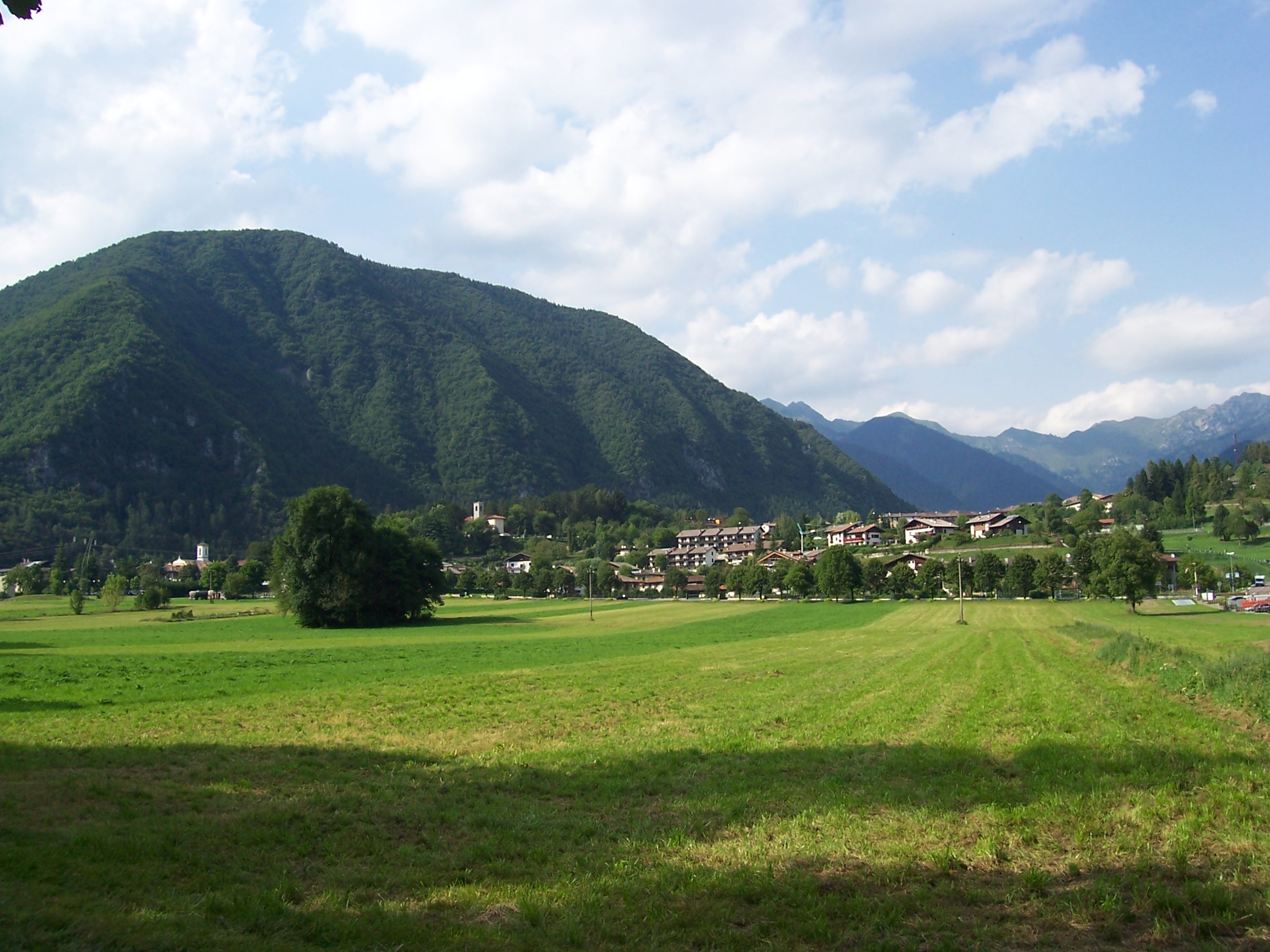
Bezzecca mit dem nördlich verlaufenden Val di Concei
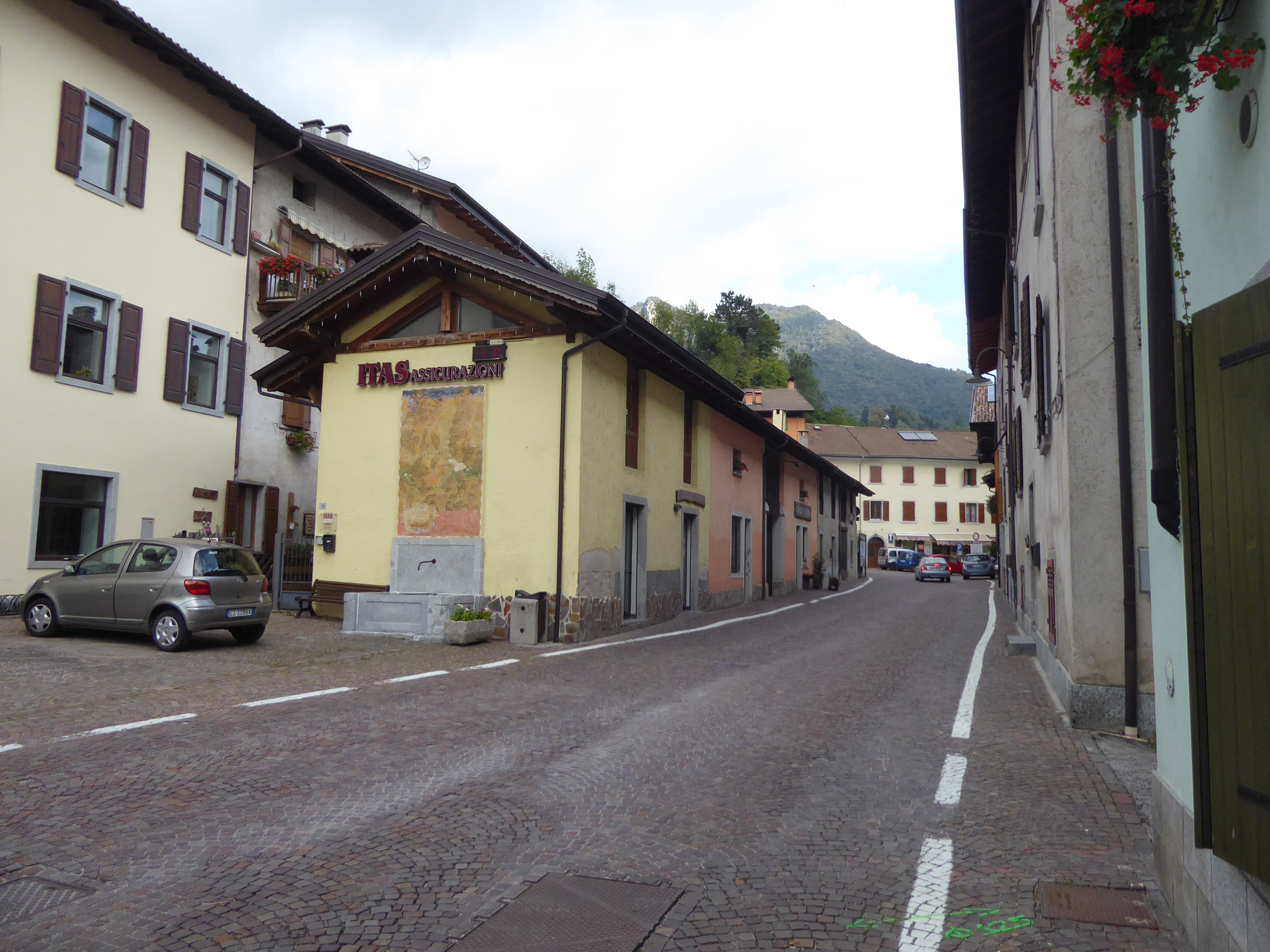
Ortskern
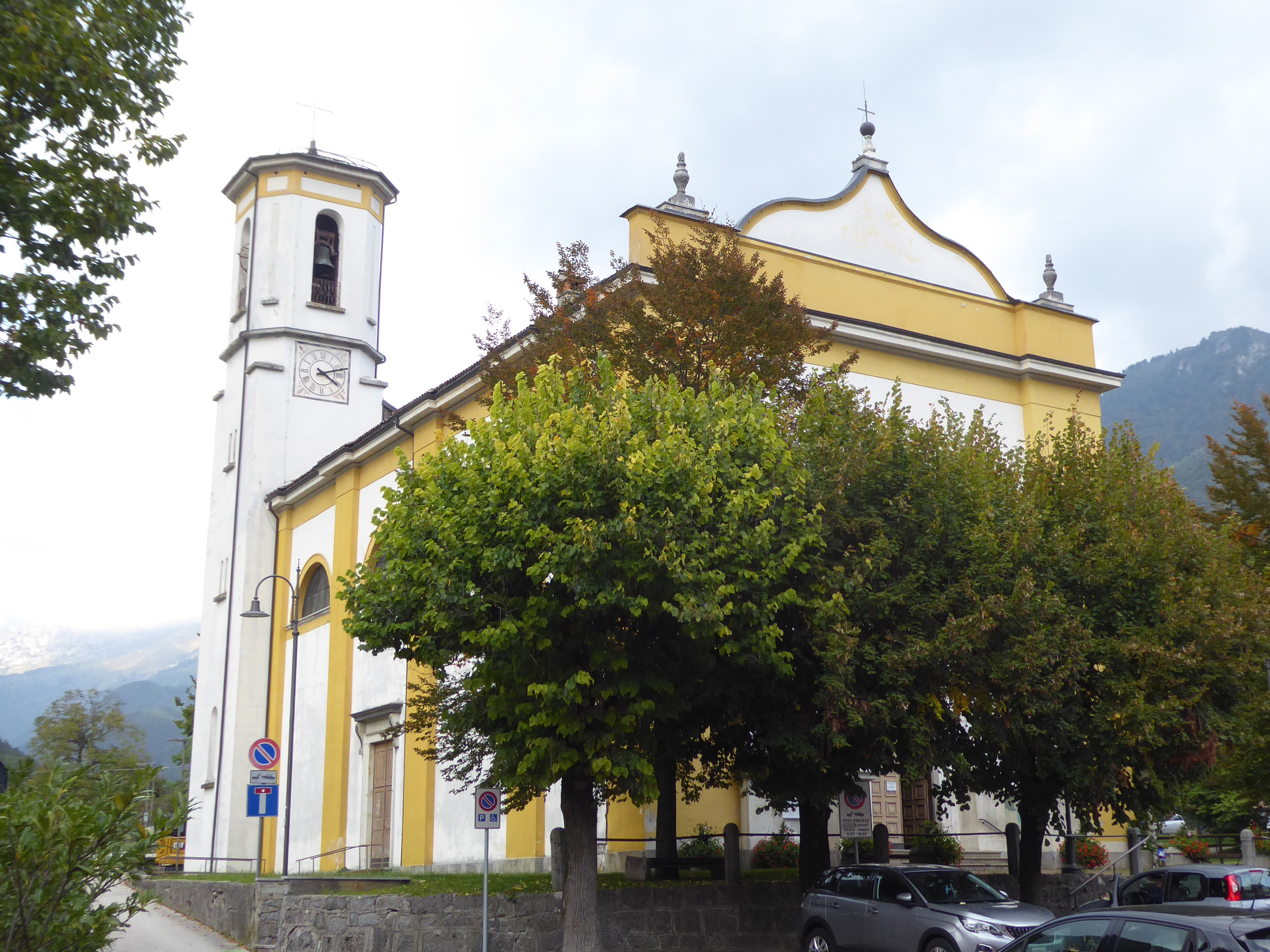
Pfarrkirche Santo Stefano
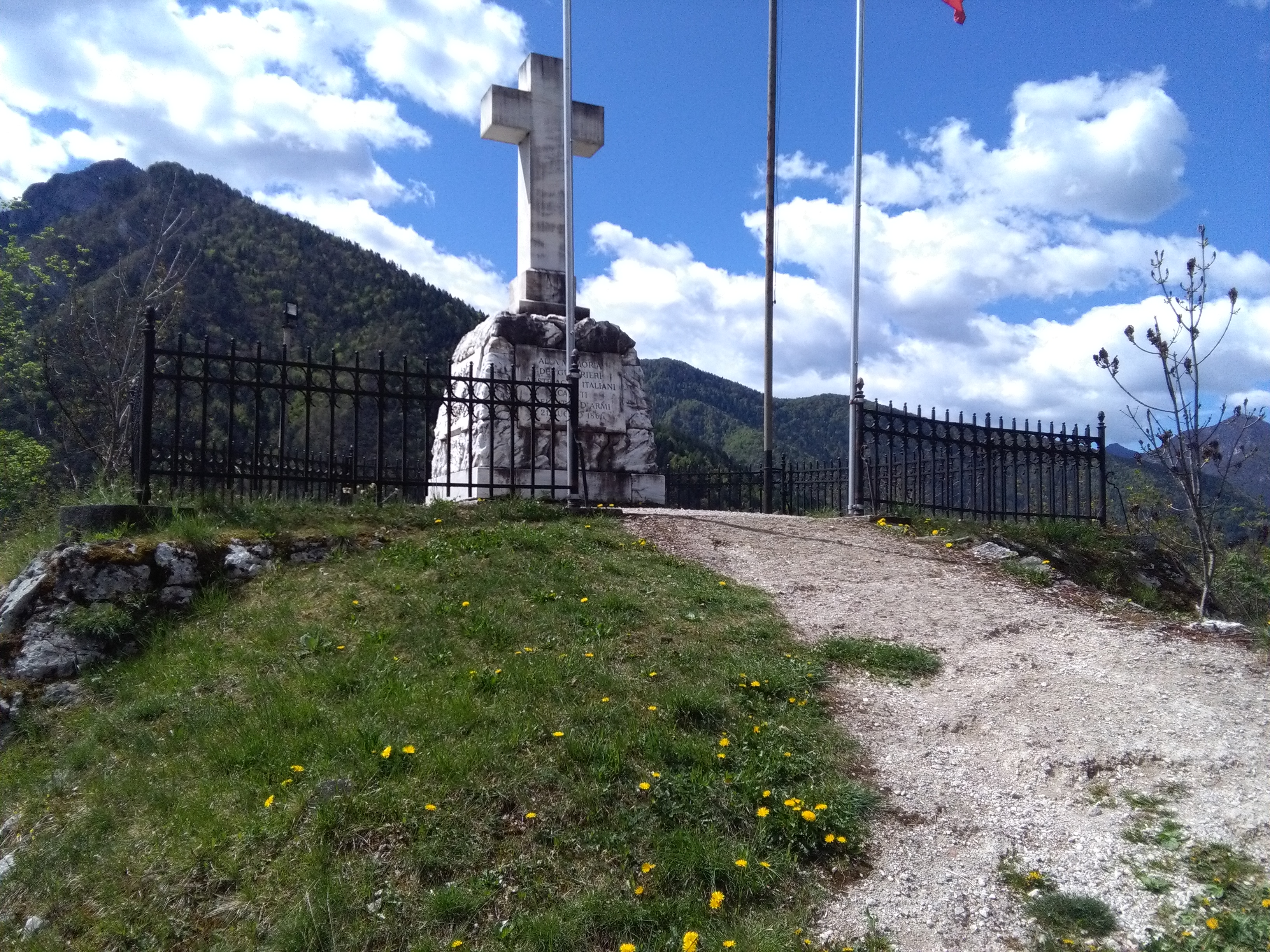
Kriegerdenkmal für die Gefallenen von 1866

## Verwaltung
Im Mai 2010 wurde zusammen mit dem Gemeinderat und Bürgermeister von Ledro der Fraktionsvorsteher von Bezzecca (Prosindaco) gewählt.

## Sport
Bezzecca war 1966 das Ziel der 16. Etappe des Giro d’Italia:
| Jahr | Etappe | Start   | km  | Tagessieger    | Gesamtleader |
| ---- | ------ | ------- | --- | -------------- | ------------ |
| 1966 | 16.    | Brescia | 143 | Franco Bitossi | Gianni Motta |

## Persönlichkeiten
- Federico Guella (1893–1915), Freiwilliger im Ersten Weltkrieg.
- Der „Riese“ Bernardo Gigli (angeblich 2,60 m groß)[3]

## Verkehr
An Bezzecca führt die Strada Statale 240 di Loppio e Val di Ledro vorbei.